# La Nouvelle Peine de mort
Pour plus de détails, voir Fiche technique et Distribution.
La Nouvelle Peine de mort est un film muet de Georges Méliès sorti en 1907.